# Conseil des ministres de l'Inde
Le Conseil des ministres de l'Inde ou Cabinet (Council of Ministers ou Cabinet) est l'organe collectif de décision du gouvernement central indien. Il est composé du Premier ministre et de ministres et détient la réalité du pouvoir exécutif. Le Conseil des ministres est nommé par le Président de l'Inde et est collectivement responsable devant la Lok Sabha.
Le Cabinet actuel est composé de membres de l'Alliance démocratique nationale et a été nommé après les élections législatives de 2019. Il est présidé par le Premier ministre Narendra Modi du BJP.

## Ministres
La Constitution indienne oblige tous les membres du Conseil des ministres à être membre d'une des deux chambres du Parlement. Le Premier ministre est généralement membre de la chambre basse, la Lok Sabha.
Les ministres du gouvernement indien peuvent être de 3 types :
- Ministre du Cabinet (Cabinet Minister) : un des ministres principaux, chargé d'un ministère. En sus de son ministère, un ministre du Cabinet peut avoir dans son portefeuille d'autres responsabilités pour lesquelles aucun autre ministre n'a été nommé.
- Ministre d'État (responsabilité indépendante) (Minister of State (Independent Charge)) : d'un rang inférieur à un ministre du Cabinet mais sans ministre de tutelle.
- Ministre d'État (Minister of State) : ministre sous la tutelle d'un ministre du Cabinet, généralement avec la compétence d'un domaine particulier au sein d'un ministère.

## Secrétariat du Cabinet
À la tête de l'administration du gouvernement central se trouve le Secrétariat du Cabinet (Cabinet Secretariat), sous la responsabilité directe du Premier ministre. Le Secrétariat du Cabinet est dirigé par le Secrétaire du Cabinet (Cabinet Secretary), qui est ex officio président du Conseil de la Fonction Publique (Civil Services Board), se trouvant ainsi à la tête de l'Indian Administrative Service, la fonction publique indienne. Le Secrétaire du Cabinet est donc le fonctionnaire le plus important du pays.
Le Secrétaire du Cabinet :
- fournit une assistance au Conseil des ministres
- agit en tant que gardien de l'éthique de la fonction publique
- gère les nominations des hauts fonctionnaires
- prépare l'ordre du jour du Conseil des ministres
- assiste aux réunions du Cabinet
- s'assure que les décisions du Cabinet sont mises en œuvre
- conseille le Premier ministre
- est le président du Comité des secrétaires sur l'administration (Committee of Secretaries on Administration) et du Comité des secrétaires en chef (Chief Secretaries Committee)
- assure la continuité et la stabilité de l'administration
- tient informé le Président et le Vice-président de l'Inde de l'activité des ministères